# 亞斯諾普羅明西克
亞斯諾普羅明斯凱（烏克蘭語：Яснопромінське）是位於烏克蘭東部的村莊，由盧甘斯克州舊比利斯克區的米洛韋市鎮負責管轄。該村始建於1953年，面積0.29平方公里，海拔高度110米，2001年人口22，人口密度每平方公里75.86人。
49°20′45″N 40°6′53″E / 49.34583°N 40.11472°E